# 감물면
감물면(甘勿面)은 대한민국 충청북도 괴산군에 설치된 면이다. 감물면은 충청북도 중앙부에 위치한 괴산군의 북동부에 위치한 면이다. 동쪽으로는 괴산군 장연면과 경계를 이루고 있고, 서쪽으로는 괴산읍과 북으로는 불정면과 남으로는 칠성면과 경계하고 있다. 동쪽은 고개마루로 주월산, 박달산령을 따라 장연면 방곡, 추점, 오가, 장암과 경계하면서 증자동 양산목을 거쳐 장연면 장암 쪽으로 내천을 이루어 쌍천과 합류하여, 칠성면 태성리, 비도리를 돌아 괴산읍 검승리 이탄과 구무정 접경하면서 성불산을 안고 달천강이 오창리, 이담리, 구월리를 돌아 흐른다. 서쪽은 평평한 지역으로 이담들, 오창들이 능촌, 세평, 목도, 하문리와 경계를 이루는 농경지를 이루며 동남쪽은 산, 서북쪽은 강 지대이다.

## 법정리
- 광전리
- 구월리
- 매전리
- 백양리
- 오성리
- 오창리
- 이담리